# الجزائر في الألعاب الأولمبية الصيفية 2004
شاركت الجزائر في اولمبياد اثينا ب61 رياضي في 10 رياضات ولم تتحصل على أي ميدالية.